# Festival d'Arquitectures Model
El Festival d'Arquitectures Model és un esdeveniment organitzat per l'Ajuntament de Barcelona i el Col·legi d'Arquitectes de Catalunya (COAC) en el que es reflexiona sobre els debats al voltant de l'arquitectura i l'urbanisme d'acord amb els reptes del segle, dins dels actes programats per la nominació de Barcelona com a Capital Mundial de l'Arquitectura UIA-UNESCO l'any 2026.

## Primera edició: 2022
La primera edició del festival va tenir lloc a Barcelona, del 5 al 15 de maig de 2022, on es van realitzar més de 200 esdeveniments i van participar més de 120 experts de tot el món, referents de l'arquitectura, la filosofia i l'antropologia. Els directors artístics de l'edició van ser les arquitectes Eva Franch i Beth Galí, i l'investigador cultural José Luis de Vicente. La ciutat convidada va ser Conpenhaguen (Dinamarca), Capital Mundial de l'Arquitectura 2023.

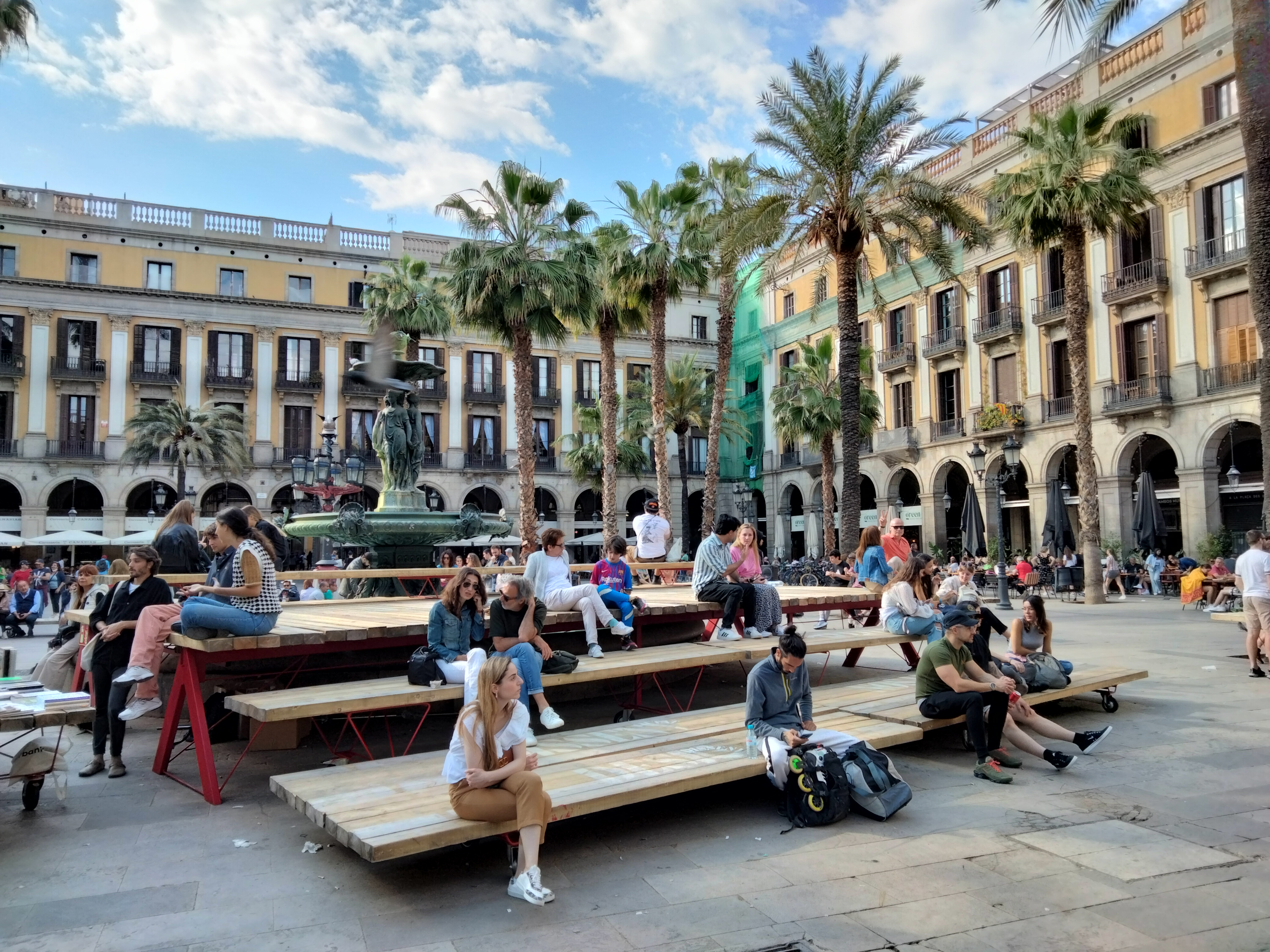
Instal·lació a la plaça Reial

Es van realitzar 5 instal·lacions d'arquitectura efímera i 5 de realitat augmentada, desenvolupades per estudis d'arquitectura vinculats a la ciutat: Cuina urbana, a la plaça de Catalunya; La plaça al final del metavers, a la plaça de la Universitat; Arca de convivència, a la ronda de Sant Antoni; Revertir la piràmide, a la plaça d’Idrissa Diallo; Landlord Open House, a l'avinguda del Paral·lel; Colon-itzar el Port de Barcelona, a l'estàtua de Colom; Ocupar el centre amb la paraula, a la plaça Reial; Memòria cronotòpica, al passeig de Lluís Companys; Queer de Triomf, a l'Arc de Triomf; i Els auguris, a la plaça d’Urquinaona. Van ser l'escenari de trobades, debats, actuacions i altres activitats.
Hi van participar 75 entitats de la ciutat; hi va haver un concert d'òrgan de Juan de la Rubia al passeig Lluís Companys; al Disseny Hub Barcelona va tenir lloc el simposi 'El Protocol Barcelona', en el que es va redactar un manifest d'intencions amb objectius i aspiracions de futur per a la ciutat.

## Segona edició: 2023
La segona edició està programada del 20 al 30 d'abril de 2023, a Barcelona. Estarà gestionada per la Fundació Mies van der Rohe, amb la direcció artística d'Eva Franch i Gilabert. S'hi atorgarà el Premi Model a l'Experimentació Arquitectònica, amb tres categories: Premi Model Instal·lacions, Premi Model Arquitectures Digitals i Premi Model Pensament i Comissariat.